# ابوبکر دوم
ابوبکر دوم المرینی (انگلیسی: Abu Bakr ibn Faris; نامشخص – ۱۳۵۹) سلطان مرینیان مراکش از سال ۱۳۵۸ تا ۱۳۵۹ میلادی بود.